# Lissotesta ambigua
Lissotesta ambigua es una especie de molusco gasterópodo de la familia Turbinidae. 

## Distribución geográfica
Se encuentra en Nueva Zelanda